# Palma stínidlová

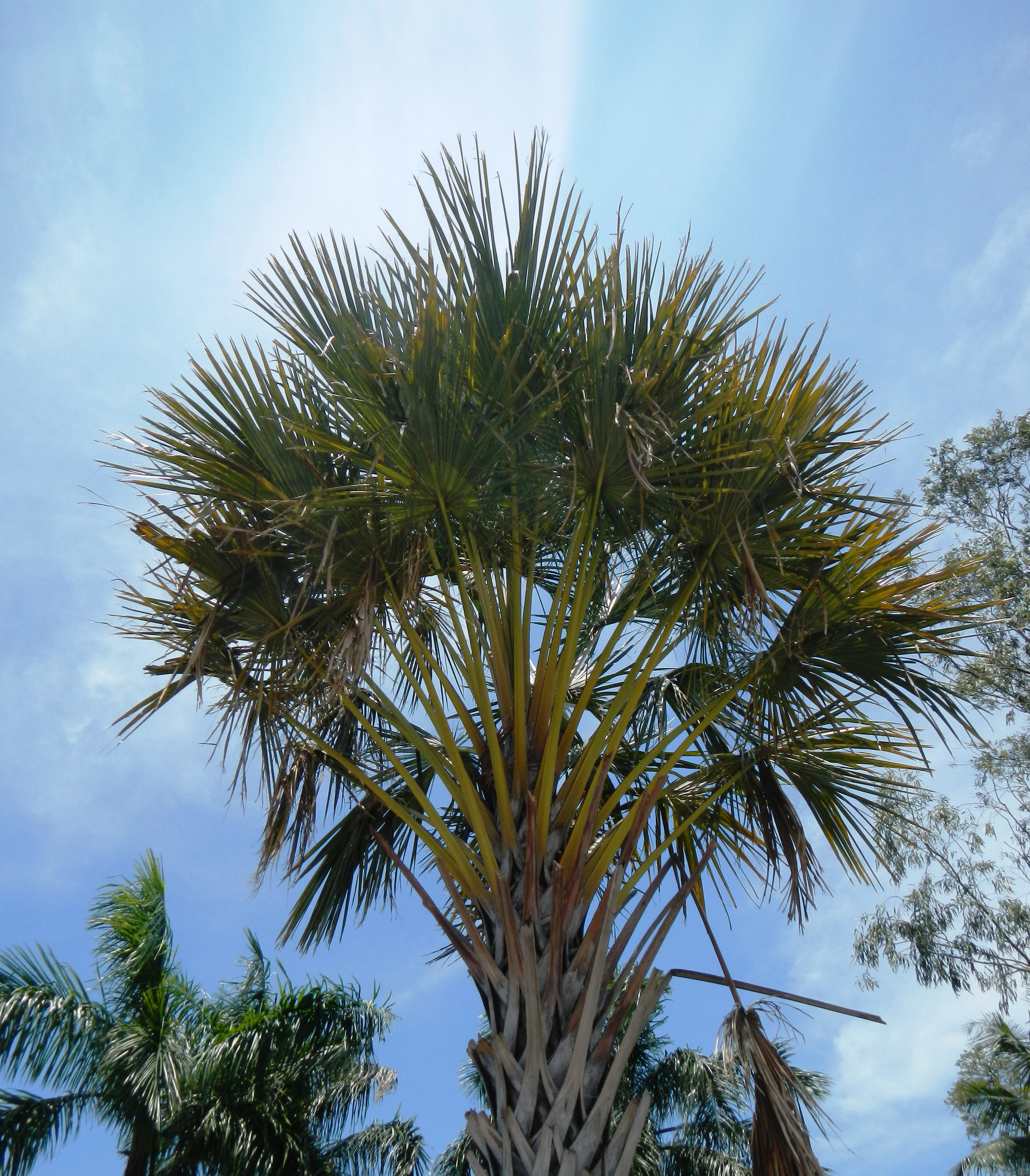
Palma před květem

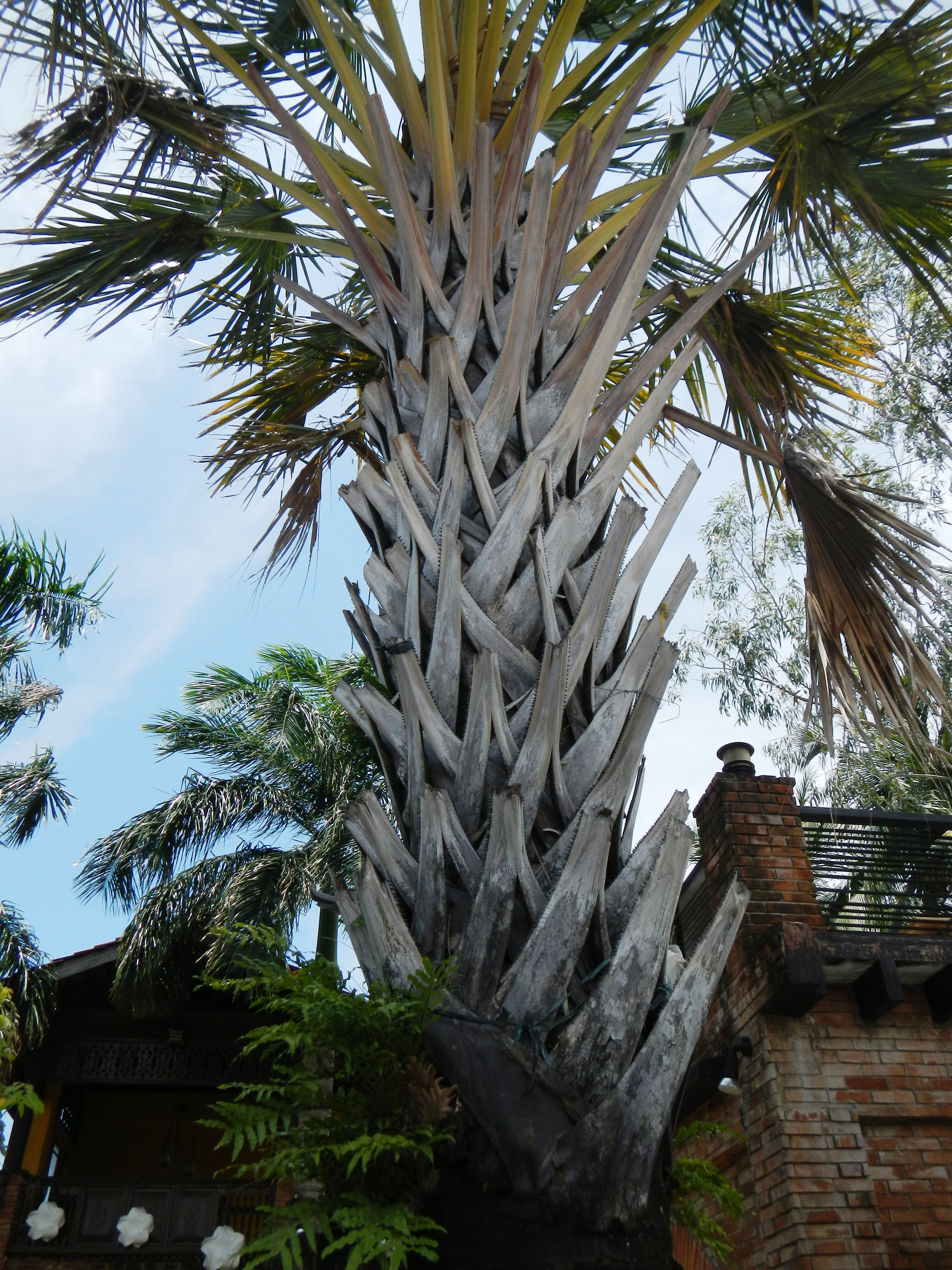
Zbytky pochev po listech

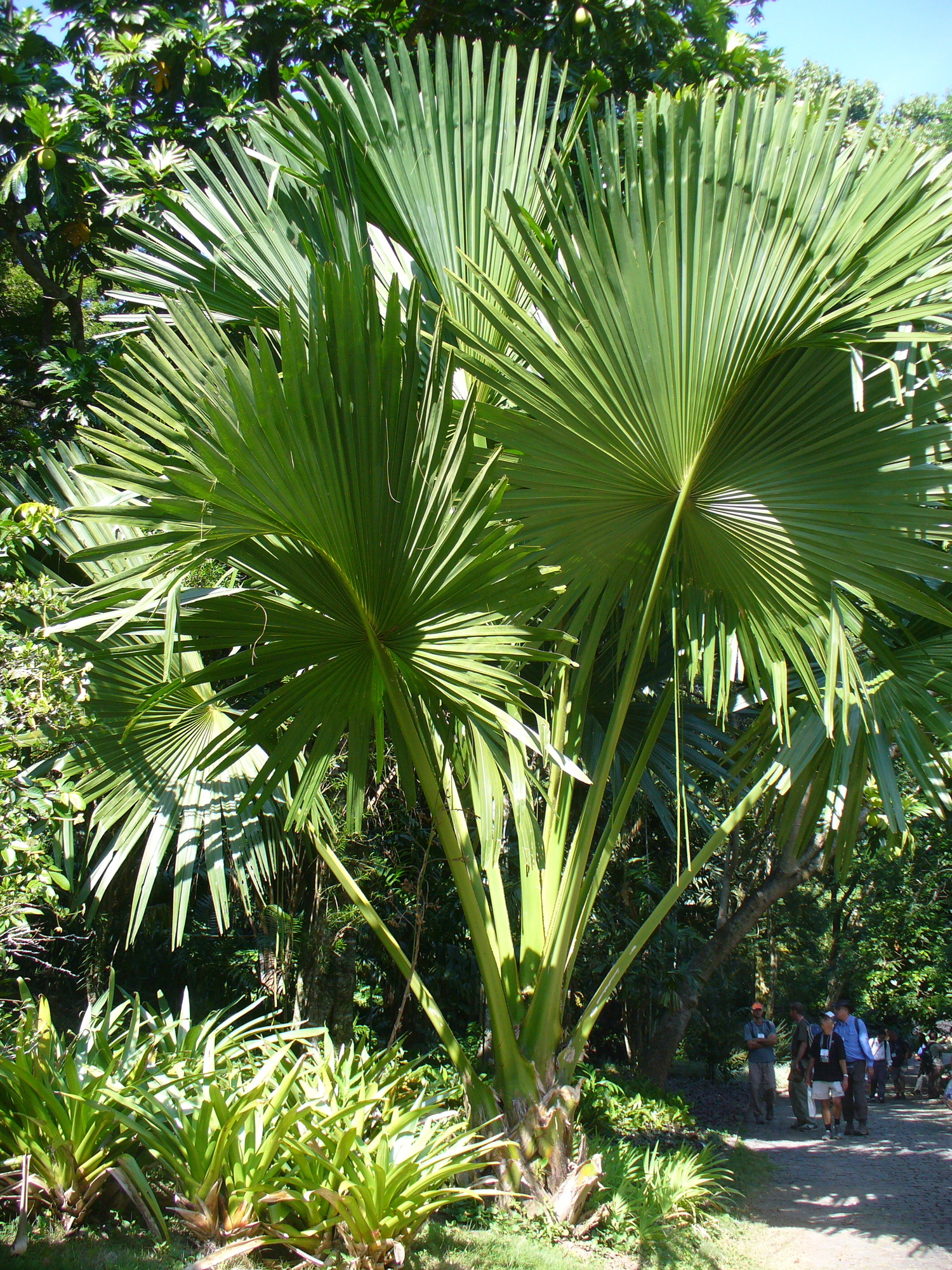
Mladá palma (semenáč)

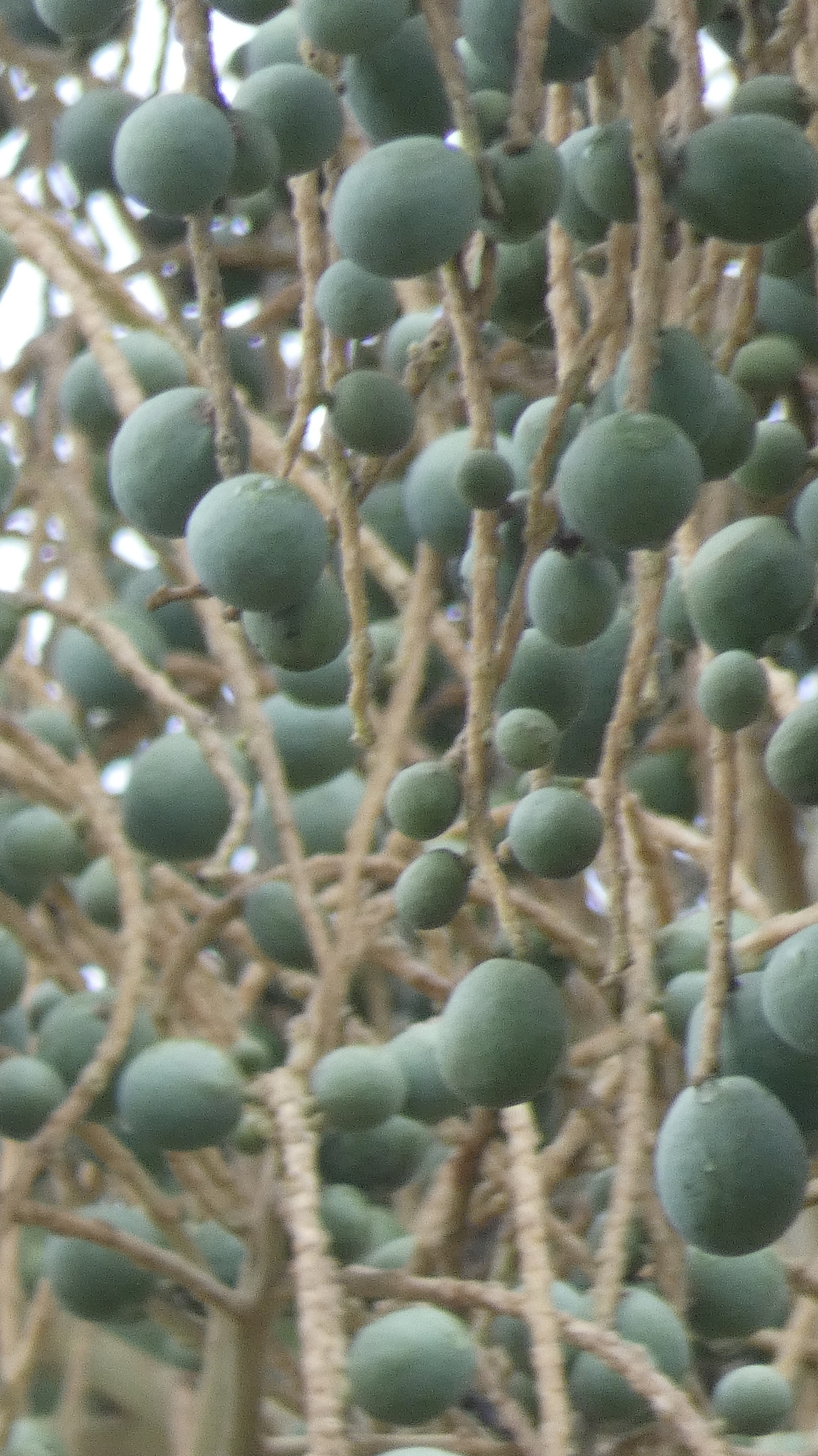
Plody

Palma stínidlová (Corypha umbraculifera) je monokarpická
sloupovitá palma dorůstající do výšky až 30 m, která má ze všech současných rostlin prokazatelně nemohutnější rozvětvené květenství. Tato tropická rostlina, společně s dalšími třemi druhy rodu talipot, je obdařena oproti většině ostatních palem mnoha zvláštnostmi, má vějířovité listy dlouhé až 5 m a téměř stejně široké, vykvete pouze jednou za život, odplodí a uschne, má všechny květy oboupohlavné a vyprodukuje až 20 tisíc plodů.
Vědecké jméno rodu Corypha pochází z řeckého pojmenování vrcholu hlavy, temene, což odkazuje na mohutné zelené listy vytvářející na vrcholu, temeni kmene, lesklou korunu a později na stejném místě vyroste i mohutné zlatavé květenství. Jméno druhu umbraculifera je složenina dvou latinských slov „umbraculum“ pro slunečník či stínidlo a „ferre“ pro nésti.

## Rozšíření
Palma stínidlová pochází z jihozápadní Indie, z přímořské oblastí omývané Arabským mořem, které je součásti Indického oceánu. Rostlina je považována za původní druh ve dvou indických svazových státech Kérala a Karnátaka a současně v nedaleké samostatné republice Srí Lance rozkládající se na ostrově Cejlon, odděleném od Indického subkontinentu zhruba 65 km širokým Palkovým průlivem. Nejčastěji se vyskytuje ve vlhkých lesích pobřežního pásma.
Druhotně byla dřevina rozšířena do Bangladéše, Myanmaru, Thajska, Kambodže a na Filipíny v jihovýchodní Asii a na ostrovy Trinidad a Tobago v Karibském moři ve Střední Americe.

## Ekologie
Tyto dřeviny samovolně vyrůstají v otevřené krajině v nadmořské výšce 200 až 400 m n. m. Nerostou v přímé blízkosti moře, na plážích, v mangrovech či na jiných zasolených místech, stejně jako v tropickém deštném pralese. Jejich výskyt je ve většině případů spojován s lidskými sídly, pastvinami a aluviálními pláněmi či s řídkými lesy. Obvykle rostou na dobře odvodněných místech, ale v blízkosti vodního zdroje, nesnášejí suché pouštní klima. Vyrůstají často z přesazených, samovolně vyrostlých semenáčů nebo ze semen, která však rychle ztrácejí klíčivost.
Růst palmy je hlavně v prvých deseti létech velmi pomalý. Nově vyrůstající listy jsou vztyčené šikmo vzhůru, kdežto staré listy od spodu u kmene postupně usychají a vlastní vahou se odtrhávají. Po dosažení dospělostí, ve věku třiceti až sedmdesáti let (je udáván i neověřený údaj až sto let) a výšce kmene 20 až 30 m palma zformuje mohutné vztyčené květenství, jehož květy rozkvetou a po opylení vytvoří plody. S nástupem tvorby květenství je současně ukončen vegetativní růst kmene, vztyčené listy se sklopí a uschnou a po uzrání plodů palma umírá. Dovozuje se, že kvetení může být vyvoláno dlouhým obdobím sucha. Počet chromozomů je 2n = 36.
Podrobně studovaný jedinec na Floridě ve Spojených státech vykvetl ve věku čtyřiceti čtyř let a za tu dobu stihl vytvořit asi tři sta padesát listů, tj. průměrně přirostlo devět listů ročně. Kmen byl vysoký 19 m a tlustý 86 cm. Květenství vysoké 4,5 m, obsahovalo odhadem devět milionů květů a po osmnácti měsících zrání přineslo asi tři sta tisíc plodů. Období kvetení a zrání plodů v Indii je nejčastěji situováno do období od listopadu do června.

## Popis
Palma stínidlová je monokarpická (neboli hapaxantní) jednoděložná sloupovitá dřevina s přímým štíhlým nevětveným kmenem pokrytým jizvami po opadaných listech. Před vykvetením dorůstá do výšky 15 až 25 m, ojediněle až 30 m, a mívá kmen o průměru od 35 po 75 cm. Šedý kmen je nápadný světlými prstencovými páskovými jizvami po opadaných listech.
Z vrcholu kmene, z koruny, vyrůstá průměrně ročně sedm až devět nových listů s masivním, hluboce kýlnatým, po obvodě ostře zubatým řapíkem dlouhým 2 až 3 m, který má u báze na vnějším okraji zřetelný pár oušek. Čepel nových listů je vějířovitá, dlouhá 3 až 5 m a stejně tak i široká, asi do poloviny svého poloměru bývá dělená na osmdesát až sto úkrojků. Zelené listy jsou kožovité lesklé a velice pevné, spodní usychající listy se odlamují a opadávají.
Ve zralosti vyroste na vrcholu kmene patrně největší květenství současné přírody, je tvořeno vztyčenými, násobně rozvětvenými latami dlouhými 6 až 8 m, které obsahují až deset milionů květů. Květenství u tohoto druhu vyrůstá mimo pochvy posledních listů. Jednotlivé květy s drobnými listeny jsou uspořádané po třech až šesti v hroznech, jejichž osy rostou téměř vodorovně z primárních větví latovitého květenství. Oboupohlavné, bíložluté květy mají zelený trubkovitý kalich tvořený třemi lístky dlouhými 1,5 mm. Koruna je také tvořená třemi lístky, jsou kýlnaté, bělavě nažloutlé a bývají dlouhé asi 3 mm. V květu je dále šest tyčinek s nitkami trojúhelníkovitého průřezu, které jsou stejně dlouhé jako korunní lístky, a pestík s třídílným semeníkem a krátkou čnělkou nesoucí trojzubou bliznu.
Plod je téměř kulovitá, olivově zelená bobule, která mívá v průměru 3 až 3,5 cm. Mladý plod je jedlý, kdežto zralý je pro lidi toxický. Vyrůstá na asi 4mm stopce, má blanitý endokarp a masité oplodí. Obsahuje jedno tvrdé kulovité semeno černé barvy, velké 1 až 1,5 cm. Čerstvé semeno vyklíčí zhruba za tři až osm měsíců.
Při kvetení rostliny vzniknou statisíce plodů a tudíž i semen, která však velice rychle ztrácejí životaschopnost. Plody jsou vítanou potravou pro ptáky, netopýry i drobné čtyřnohé savce, kteří dokáži tvrdá semena roznést na velké vzdálenosti. V přírodních podmínkách sice vyklíčí veliké množství semenáčů, ale jen velmi málo z nich v blízkosti mateřského stromu vyroste do stadia dospělého jedince.

## Význam
Výskyt palma stínidlové je z velké části ovlivněn lidským využíváním. Tyto majestátné rostliny pozorované v Západním Ghátu v Indii, Myanmaru a Thajsku rostou často v blízkosti buddhistických chrámů, u nichž byly uměle vysázené. Obdobná situace je i v dalších oblastech Indie a na blízké Srí Lance.
Listů rostliny se používá jako krycího materiálu na střechy domorodých stavení, ale také k výrobě speciálního trvanlivého papíru; prvé listy se sklízejí asi až ve věku sedmi let. Mladé listy se stříhají na proužky a používají k výrobě šňůr na rybářské sítě, rohoží, kartáčů, košů, klobouků a různých obalových materiálů. Dřeň z poražených stromů se v období nedostatku používala jako ságo (asi 90 kg z rostliny), které je načervenalé, lehce stravitelné škrobové jídlo, jenž nyní slouží převážně jako krmivo pro zvířata. Po uřezání vzrostného vrcholu vytéká z kmene po dobu dvou až tří měsíců sladká šťáva (asi 4000 litrů z rostliny), která se používá na palmové víno, nebo se svařuje na cukr, či se nechává zkvasit na alkoholický nápoj. Tato míza se také používá i v tradiční medicíně proti kašli, úplavici a na léčbu otevřených ran. Z tvrdých černých semen se zhotovují knoflíky a kuličky růženců. Kmen je využíván na střechy, podlahy a slouží na obklady schodišť a stěn obydlí. Palmy se občas do velkých zahrad vysazují jako okrasné rostliny.
Vzhledem k nedostatku informací není palma stínidlová Mezinárodním svazem ochrany přírody hodnocená.